# Bogusław Nizieński
Bogusław Kazimierz Nizieński (ur. 2 marca 1928 w Wilnie, zm. 18 maja 2025) – polski prawnik, sędzia, w latach 1999–2004 Rzecznik Interesu Publicznego. Kawaler Orderu Orła Białego.

## Życiorys

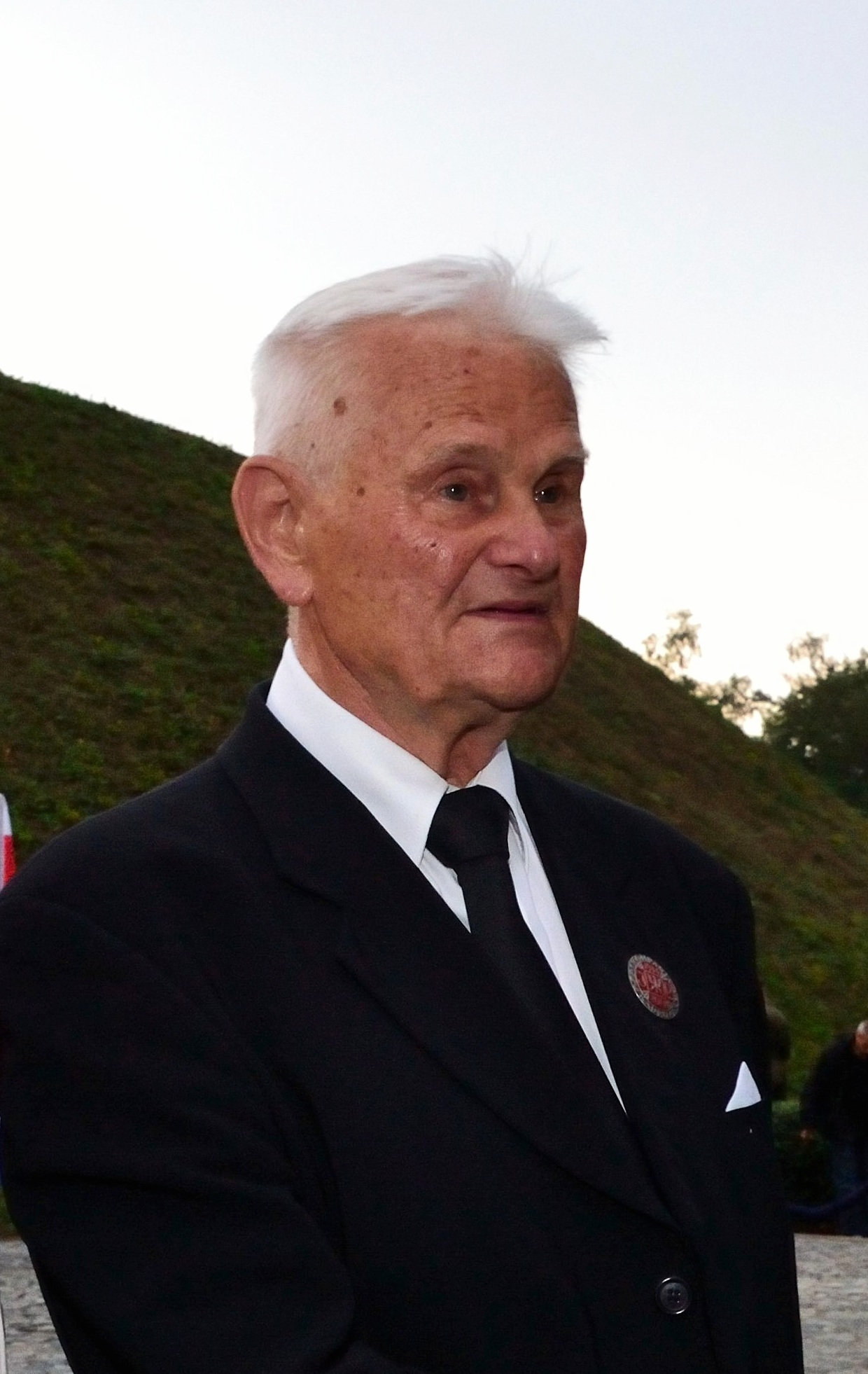
Bogusław Niezieński pod Kopcem Piłsudskiego (2014)

Urodził się w Wilnie na terenie II Rzeczypospolitej. Jego rodzicami byli ppłk Kazimierz Nizieński (1892–1952, legionista, oficer Wojska Polskiego II RP) i Wanda Nizieńska (zm. 1984); po 1945 oboje byli prześladowani i więzieni przez władze komunistyczne PRL (ojciec zmarł w 1952 krótko po wyjściu z zakładu karnego we Wronkach, matka była dwukrotnie więziona). W czasie II wojny światowej w ramach tajnego nauczania ukończył szkołę podstawową i gimnazjum, jako 16-latek walczył w szeregach Armii Krajowej pod pseudonimem „Sokół”, był łącznikiem komendanta obwodu AK. W szeregach plutonu Władysława Koby uczestniczył w bitwach pod Szówskiem oraz pełnił funkcję łącznika w pięciodniowej bitwie o Jarosław. W trakcie wojny należał do Narodowej Organizacji Wojskowej (NOW).
Po wojnie zdał maturę. Za radą ojca podjął i ukończył studia prawa i politologii na Wydziale Prawa i Administracji Uniwersytetu Jagiellońskiego z najwyższymi ocenami. Podczas studiów działał w Zrzeszeniu „Wolność i Niezawisłość” (WiN). Przez siedem lat pracował jako urzędnik w Akademickim Związku Sportowym (AZS) w Krakowie. Czynnie uprawiał sport (piłkę nożną i hokej na lodzie na pozycji bramkarza). Po odwilży gomułkowskiej w latach 1957–1959 odbył aplikację sędziowską ukończoną z wynikiem bardzo dobrym, odmówił wstąpienia do PZPR, po czym przez 2,5 roku był asesorem. Następnie został sędzią powiatowym, następnie wojewódzkim (1964); orzekał w wydziałach karnych w sprawach kryminalnych, m.in. w procesie Karola Kota.
W latach 1971–1981 pracował w Ministerstwie Sprawiedliwości w departamencie nadzoru sądowego. Wraz z Adamem Strzemboszem organizował w ministerstwie struktury „Solidarności”, działając na stanowisku wiceprzewodniczącego Komisji Zakładowej. Uczestnik prac Centrum Obywatelskich Inicjatyw Ustawodawczych Solidarności. Jest autorem publikacji pt. Orzekanie i wykonywanie kary ograniczenia wolności (wraz z Czesławem Łukaszewiczem i Wiesławem Wychowskim) wydanej w Wydawnictwie Prawniczym w 1980.
Po 13 grudnia 1981 nie podpisał tzw. „deklaracji lojalności” i został zmuszony do odejścia z ministerstwa, przeniesiony do Wydziału Karno-Rewizyjnego Sądu Wojewódzkiego w Warszawie. W 1985 zrzekł się stanowiska sędziego i przeszedł do pracy w prywatnej firmie „Unikum” na stanowisko radcy prawnego. Po 1989 krótkotrwale pełnił urząd Pełnomocnika Ministra Sprawiedliwości ds. Reformy Wymiaru Sprawiedliwości. Od lipca 1990 był sędzią Sądu Najwyższego, zasiadał w Izbie Karnej (przewodniczący Wydziału II). Przeszedł w stan spoczynku w 1998.
16 października 1998 został powołany na nowo utworzone stanowisko ds. lustracji Rzecznika Interesu Publicznego. Nominacji dokonał Pierwszy Prezes Sądu Najwyższego Adam Strzembosz w ostatnim dniu swojego urzędowania. Funkcję Rzecznika Interesu Publicznego objął 1 stycznia 1999 i pełnił ją przez 6-letnią kadencję do 31 grudnia 2004 (został zastąpiony przez Włodzimierza Olszewskiego). Następnie przeszedł na emeryturę.
W okresie od 21 lipca 2006 do 30 czerwca 2008 był członkiem Komisji Weryfikacyjnej WSI powołany Postanowieniem Prezydenta RP Nr 113-34-06.
Publikował artykuły o tematyce historyczno-wspomnieniowej w czasopismach „Jarosławski Kwartalnik Armii Krajowej”, „Rocznik Stowarzyszenia Miłośników Jarosławia”. Podjął działalność w Towarzystwie Miłośników Wilna i Ziemi Wileńskiej, wiele lat był prezesem oddziału TMWiZM w Warszawie. Od 16 stycznia 2010 członek Zarządu Głównego Związku Piłsudczyków. Został członkiem Stowarzyszenia Miłośników Jarosławia oddziału warszawskiego.
Został członkiem Warszawskiego Społecznego Komitetu Poparcia Jarosława Kaczyńskiego w przedterminowych wyborach prezydenckich w 2010.
30 marca 2016 został powołany przez marszałka Sejmu Marka Kuchcińskiego w skład Zespołu Ekspertów do Spraw problematyki Trybunału Konstytucyjnego, który otrzymał za zadanie podjęcie kwestii powodujących zaistniały w 2015 kryzys wokół TK (zespół złożył raport 1 sierpnia 2016). 29 września 2016 został wybrany przewodniczącym Rady do Spraw Kombatantów i Osób Represjonowanych, działającej przy Urzędzie do Spraw Kombatantów i Osób Represjonowanych. Członek Kapituły Nagrody „Semper Fidelis” przyznawanej przez Instytut Pamięci Narodowej. Został członkiem rady Fundacji „Pomoc Polakom na Wschodzie” im. Jana Olszewskiego.
Wchodził w skład komitetu wspierającego kandydaturę Karola Nawrockiego na prezydenta RP w wyborach w 2025.
Zmarł 18 maja 2025. Spoczął na Cmentarzu Wojskowym na Powązkach w Warszawie.
Żonaty, miał syna.

## Lista Nizieńskiego
Odchodząc z urzędu, pozostawił zestawienie osób, które zarejestrowane były przez SB jako tajni współpracownicy, lecz co do których nie zachowały się w archiwum IPN-u materiały operacyjne, będące dowodem w procesie lustracji przed sądem lustracyjnym w świetle obowiązującej poprzednio ustawy lustracyjnej (tzw. „lista Nizieńskiego”). Na liście znajduje się ponad 550 osób: 335 adwokatów, 81 sędziów, 47 posłów, 43 ludzi mediów, 16 ministrów i wiceministrów, 13 prokuratorów, 12 wojewodów i wicewojewodów, 8 dyrektorów generalnych urzędów państwowych, 6 senatorów oraz 2 przedstawicieli Kancelarii Prezydenta (8 innych).

## Odznaczenia, wyróżnienia i upamiętnienie

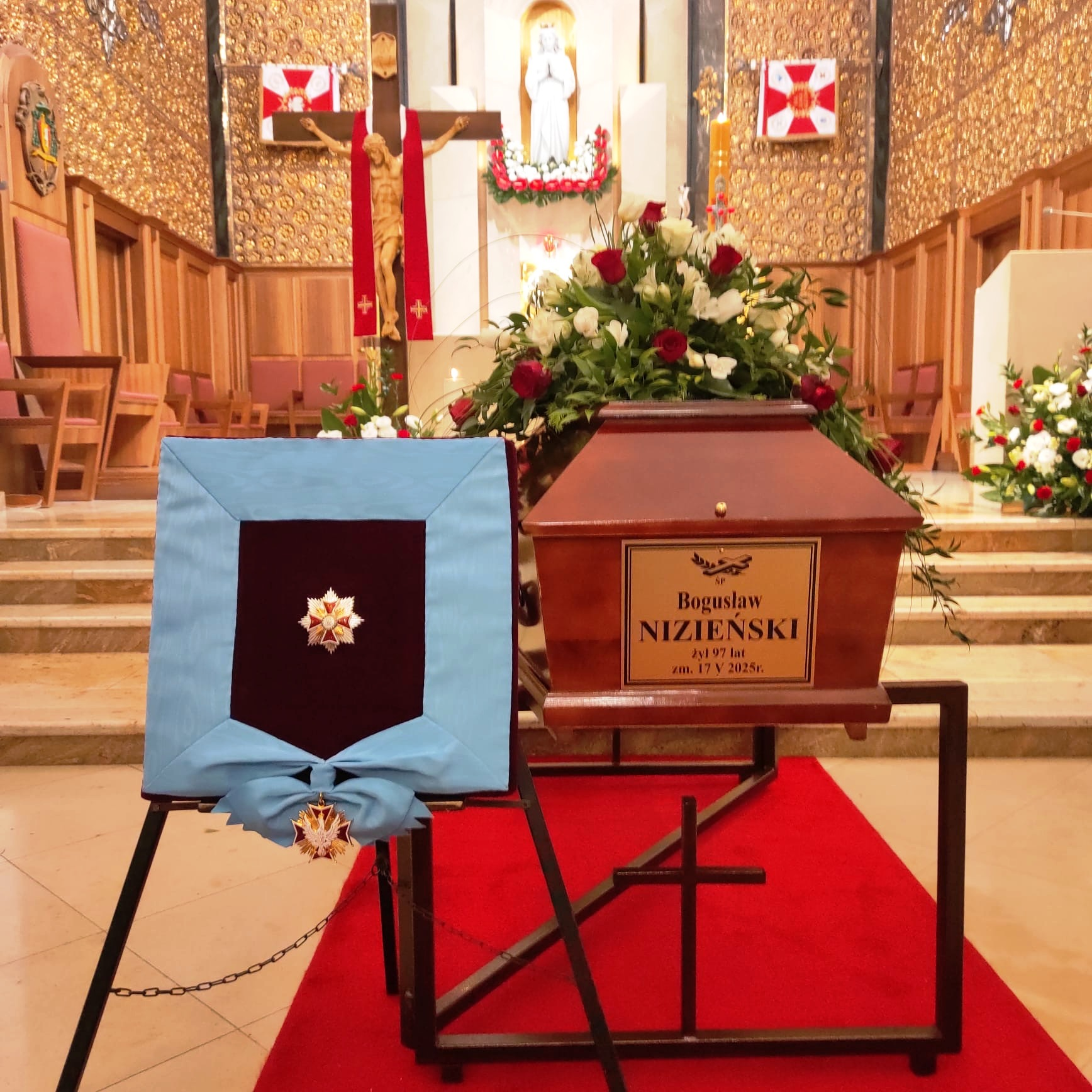
Pogrzeb Bogusława Nizieńskiego w Katedrze Wojska Polskiego

W 1991 został odznaczony Krzyżem Kawalerskim Orderu Odrodzenia Polski.
W 1998, za wybitne zasługi na rzecz wymiaru sprawiedliwości, prezydent Aleksander Kwaśniewski odznaczył go Krzyżem Komandorskim Orderu Odrodzenia Polski, ale odznaczony odmówił przyjęcia orderu z jego rąk.
11 listopada 2008, w uznaniu znamienitych zasług dla Rzeczypospolitej Polskiej, a w szczególności dla przemian demokratycznych i wolnej Polski, za działalność państwową i publiczną został odznaczony przez prezydenta Lecha Kaczyńskiego Orderem Orła Białego, a następnie został powołany do Kapituły tego orderu. Zrezygnował z członkostwa w niej w 2010, protestując przeciwko odznaczeniu przez prezydenta Bronisława Komorowskiego Orderem Orła Białego m.in. Adama Michnika. Powołany przez prezydenta Andrzeja Dudę ponownie w skład Kapituły 4 sierpnia 2016, w dwa dni potem został wybrany Kanclerzem Orderu.
Został honorowym obywatelem Jarosławia w 2009. Otrzymał tytuł „Człowiek Roku” przyznawany przez „Gazetę Polską” oraz Nagrodę Grzegorza I Wielkiego za rok 2015, przyznaną przez czasopismo „Niezależna Gazeta Polska – Nowe Państwo”.
W 2013 Alina Czerniakowska stworzyła film dokumentalny poświęcony osobie Bogusława Nizieńskiego.

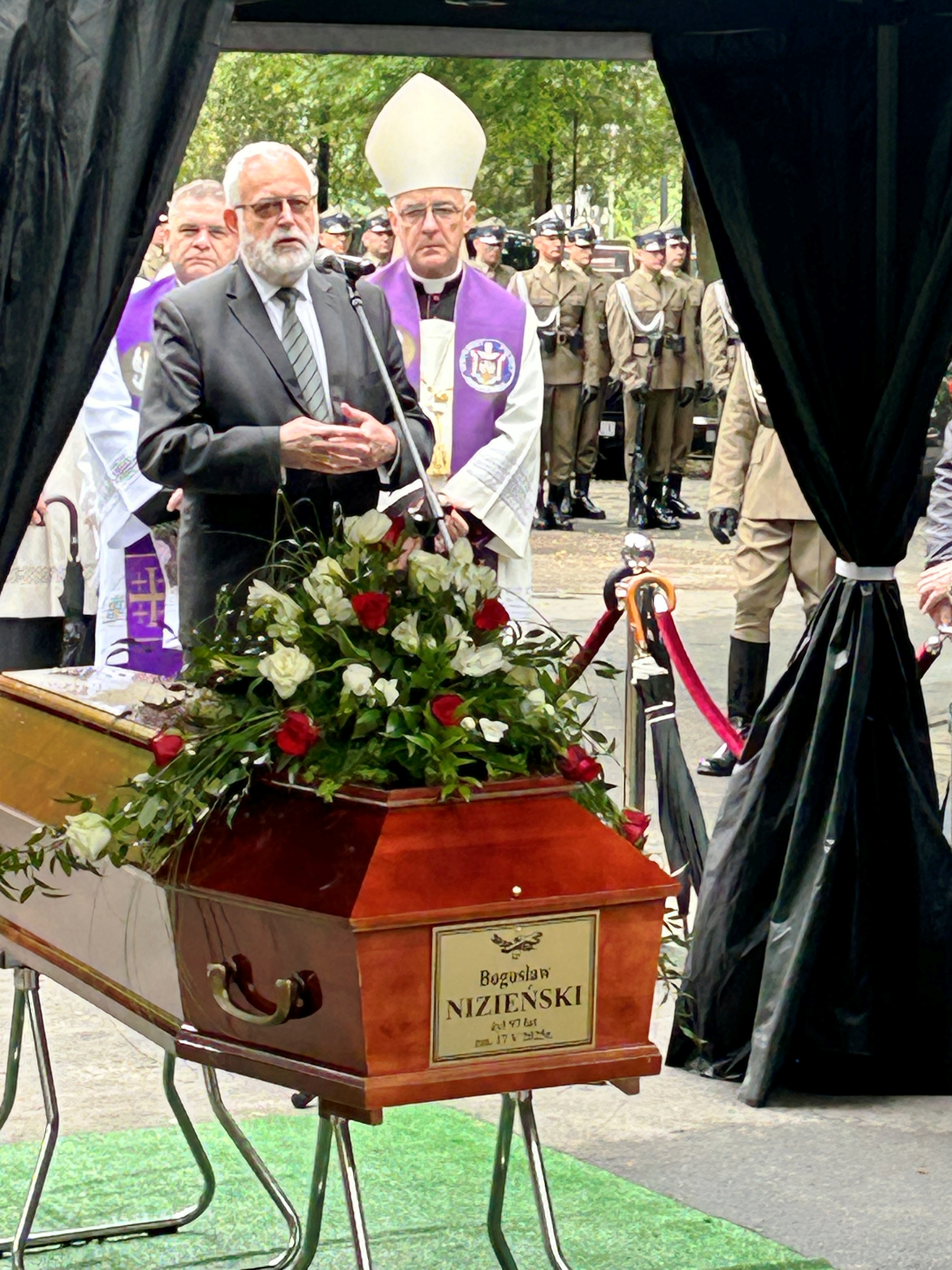
Pogrzeb Bogusława Nizieńskiego, w imieniu rodziny przemawia dr Marcin Mazur

W dniu swoich 90 urodzin, 2 marca 2018 został udekorowany przez sekretarza stanu w MSZ, Jana Dziedziczaka, Odznaką Honorową „Bene Merito”. Tego samego dnia, podczas Spotkania Weteranów walk o Niepodległość RP i żołnierzy Drugiej Konspiracji Niepodległościowej w Belwederze, odczytano list od prezydenta RP Andrzeja Dudy skierowany do majora Bogusława Nizieńskiego.
9 maja 2018 otrzymał nagrodę Kustosz Pamięci Narodowej, przyznaną przez Instytut Pamięci Narodowej. 2 września 2018 został odznaczony przez szefa UDSKiOR Jana Józefa Kasprzyka Medalem „Pro Bono Poloniae” oraz otrzymał Medal 100-lecia ustanowienia Sztabu Generalnego Wojska Polskiego. 28 maja 2019 został udekorowany Medalem Stulecia Odzyskanej Niepodległości.
29 maja 2025 roku w Katedrze Polowej Wojska Polskiego w Warszawie odbył się pogrzeb państwowy Bogusława Nizieńskiego, został pochowany na Cmentarzu Wojskowym na Powązkach.